# Villaflores (Salamanca)

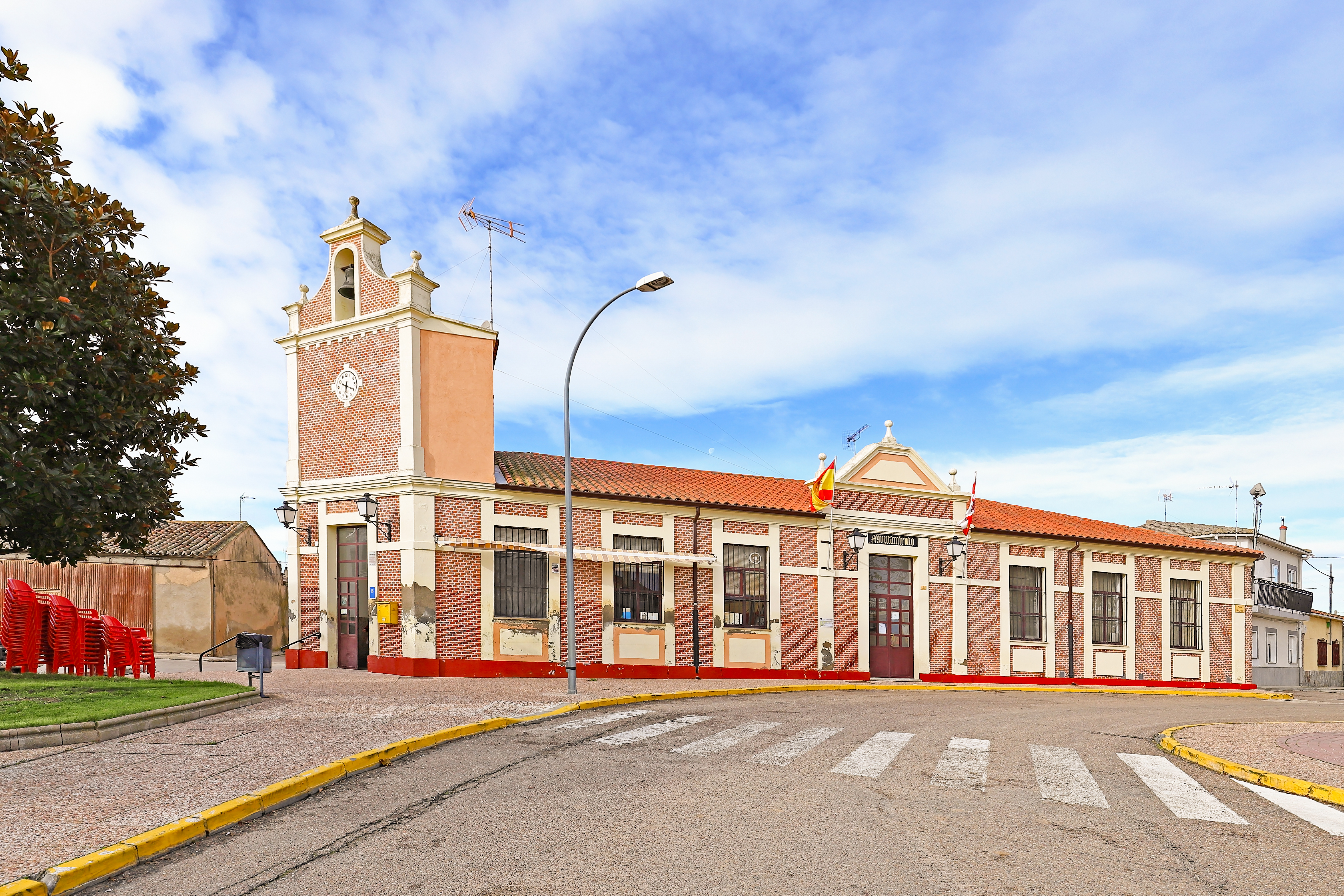
Casa consistorial

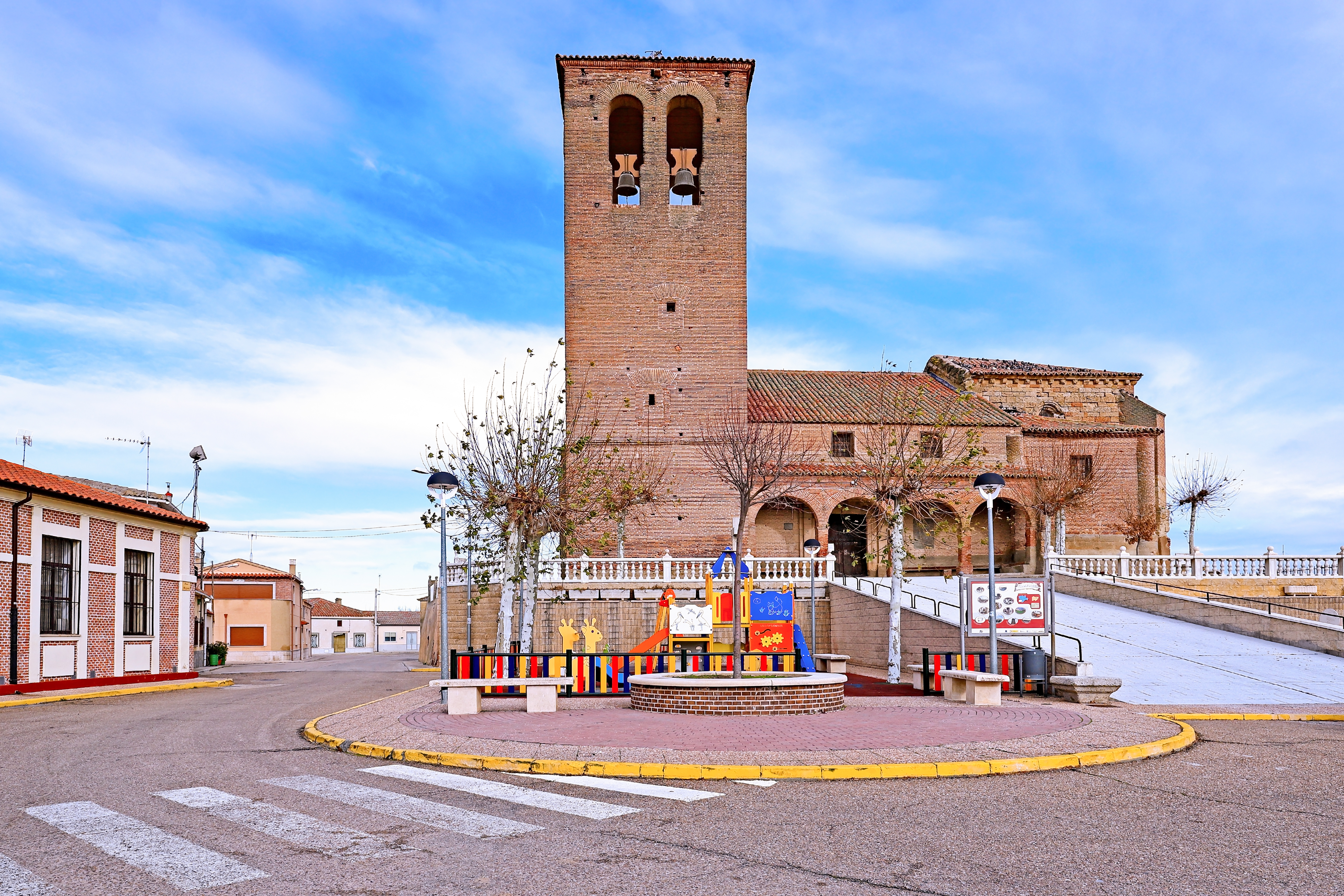
Iglesia parroquial de San Martín y parque infantil

Villaflores es un municipio y localidad española de la provincia de Salamanca, en la comunidad autónoma de Castilla y León. Se integra dentro de la comarca de la Tierra de Peñaranda y la subcomarca de Las Guareñas. Pertenece al partido judicial de Peñaranda.
Su término municipal está formado por Villaflores y los despoblados de Mazores Nuevo, Mazores Viejo y Morquera. Cuenta con una población de 260 habitantes (INE 2024).

## Geografía
| Noroeste: Vallesa de la Guareña | Norte: Cantalapiedra      | Noreste: Cantalapiedra  |
| Oeste: Cantalpino               |                           | Este: Palaciosrubios    |
| Suroeste Cantalpino             | Sur: Poveda de las Cintas | Sureste: Palaciosrubios |

## Historia
Su fundación se remonta a la repoblación efectuada por los reyes de León en la Edad Media, quedando integrado en el cuarto de Villoria de la jurisdicción de Salamanca, dentro del Reino de León, denominándose en el siglo XIII Velacos. Con la creación de las actuales provincias en 1833, Villaflores quedó encuadrado en la provincia de Salamanca, dentro de la Región Leonesa.
En 1903 nació en este pueblo el político y activista ultraderechista Ramón Ruiz Alonso, cuya figura ha pasado a la historia por su implicación en la detención y posterior asesinato del poeta Federico García Lorca.

## Demografía
Villaflores cuenta con una población de 260 habitantes (INE 2024).
| Gráfica de evolución demográfica de Villaflores entre 1842 y 2021                                                   |
| |
| Población de derecho según los censos de población del INE Población de hecho según los censos de población del INE |

### Núcleos de población
El municipio se divide en varios núcleos de población, que poseían la siguiente población en 2015 según el INE.
| Núcleo de población | Población |
| ------------------- | --------- |
| Villaflores         | 293       |
| Mazores Nuevo       | 0         |
| Mazores Viejo       | 0         |
| Morquera            | 0         |

## Administración y política
| Partido político                         | 2019  | 2019  | 2019       | 2015  | 2015  | 2015       | 2011  | 2011  | 2011       | 2007  | 2007  | 2007       | 2003  | 2003  | 2003       |
| Partido político                         | %     | Votos | Concejales | %     | Votos | Concejales | %     | Votos | Concejales | %     | Votos | Concejales | %     | Votos | Concejales |
| Partido Popular (PP)                     | 67,63 | 163   | 5          | 58,65 | 139   | 4          | 66,67 | 188   | 5          | 63,80 | 208   | 5          | 54,18 | 188   | 4          |
| Partido Socialista Obrero Español (PSOE) | 32,37 | 78    | 2          | 40,08 | 95    | 3          | 32,98 | 93    | 2          | 35,89 | 117   | 2          | 45,24 | 157   | 3          |

## Patrimonio
- Iglesia parroquial de San Martín.